# Estación de Soure
La Estación Ferroviaria de Soure, más conocida como Estación de Soure, es una plataforma de la línea del Norte, que sirve a la localidad de Soure, en el Distrito de Coímbra, en Portugal.

## Historia

### Inauguración
El tramo desde Entroncamento hasta Soure, de la línea del Norte, fue abierto a la explotación el 22 de mayo de 1864; la continuación de la línea del Norte, hasta Taveiro, entró en servicio el 7 de julio del mismo año.

### SigloXXI
Estaba previsto, en enero de 2011, que fuesen hechas varias obras de conservación de las catenarias, en el interior de esta estación, entre el primer y cuarto trimestres de 2012.

## Características

### Localización y accesos
Esta plataforma se encuentra junto a la localidad de Soure, con acceso por la calle de la Estación.

### Descripción física
En enero de 2011, poseía tres vías de circulación, con 360 y 447 metros de longitud; las plataformas presentaban 270 y 238 metros de extensión, y 55 centímetros de altura.